# أق قباق سفلي
أق قباق سفلي هي قرية في مقاطعة بارس أباد، إيران. عدد سكان هذه القرية هو 872 في سنة 2006.